# جبل رمان الأسمر
في منطقة حائل شمال السعودية يوجد جبلان معروفان هما : رمان الأسمر ورمان الأحمر ويمثثلان كتلتين جبليتين إحداهما سمراء من المقذوفات البركانية وصخور البازلت ، والأخرى من الصخور الجرانيتية الحمراء ؛ ويمتدان على شكل سلاسل فيما بين جبلي أجا وسلمى وهي منطقة تسمى الثنية أي الفاصلة أو الناصفة ما بين هذين الجبلين المشهورين في نجد .